# جوني أوليري
جوني أوليري (بالإنجليزية: Johnny O'Leary) هو موسيقي أيرلندي، ولد في 6 يونيو 1923، وتوفي في 9 فبراير 2004.